# Wagai (Wagaiski)
Wagai (russisch Вага́й) ist ein Dorf (selo) in der Oblast Tjumen in Russland mit 5013 Einwohnern (Stand 14. Oktober 2010).

## Geographie
Der Ort liegt etwa 220 km Luftlinie ostnordöstlich des Oblastverwaltungszentrums Tjumen im Westsibirischen Tiefland. Er befindet sich am linken Ufer des namensgebenden Flusses Wagai, wenige Kilometer oberhalb seiner Mündung in den Irtysch. Das Dorf ist nicht zu verwechseln mit gleichnamigen Wagai am Oberlauf des Flusses, im Omutinski rajon der Oblast Tjumen.
Wagai ist Verwaltungszentrum des Rajons Wagaiski sowie Sitz der Landgemeinde Perwowagaiskoje selskoje posselenije, zu der außerdem die Dörfer Isjuk (4 km nordöstlich), Karelina (5 km nordöstlich), Karelinskoje (4 km nördlich am Irtysch), Stary Pogost (5 km westlich) und Uljanowka (2 km westlich) sowie die Siedlung Mirny (4 km nordnordöstlich) gehören.

## Geschichte
Das Dorf geht auf den Wagaiski ostrog zurück, der zu Beginn des 17. Jahrhunderts (frühestens 1612) unweit der Stelle errichtet wurde, an der vermutlich der russische „Eroberer Sibiriens“ Jermak Timofejewitsch 1585 im Wagai ertrank. Der Ostrog wurde bis in die 1630er-Jahre mehrmals verlegt; an Stelle des heutigen Ortes entstand schließlich das Dorf Adbaschskoje (auch Atbaschskoje), dessen Name auf ein turksprachiges Toponym zurückgeht. Zu Beginn des 20. Jahrhunderts wurde es nach dem Fluss in Wagai umbenannt.
Im November 1923 kam das Dorf zum neugebildeten Tschernokowski rajon mit Sitz im gut 30 km südlich gelegenen Dorf Tschornoje. Durch dessen Zusammenschluss mit dem östlich benachbarten Dubrowinski rajon am 7. Januar 1932 entstand der Wagaiski rajon mit Sitz in Wagai. Infolge der Übergabe einiger Dorfsowjets (selsowet) des westlich benachbarten Tobolski rajon an den Wagaiski rajon am 25. Januar 1935 kam ein weiteres Dorf namens Wagai, gegenüber der Wagaimündung am rechten Ufer des Irtysch gelegen, zum Rajon. Dieses wurde in Wtorowagaiskoje (von „Wtoroi Wagai“ für „Zweites Wagai“) umbenannt, und der Dorfsowjet dementsprechend in Wtorowagaiski (wurde 1984 aufgelöst). Das Rajonzentrum behielt seinen Namen, aber der Dorfsowjet hieß seither Perwowagaiski (von „Perwy Wagai“ für „Erstes Wagai“), was auch auf den Namen der heutigen Gemeinde überging.

### Bevölkerungsentwicklung
| Jahr | Einwohner |
| ---- | --------- |
| 1939 | 950       |
| 1959 | 1817      |
| 1970 | 3058      |
| 1979 | 4610      |
| 1989 | 5339      |
| 2002 | 4983      |
| 2010 | 5013      |

Anmerkung: Volkszählungsdaten

## Verkehr
Wagai liegt an der Regionalstraße, die als 71N-507 das linke Irtyschufer abwärts nach Tobolsk, als 71N-507 flussaufwärts in die benachbarte Oblast Omsk führt und Teil der Verbindung Omsk – Tobolsk ist. Den Wagai am linken Ufer aufwärts verläuft die 71A-501 über Aromaschewo nach Golyschmanowo. In Tobolsk besteht Anschluss an die föderale Fernstraße R404 Tjumen – Chanty-Mansijsk/Surgut, in Golyschmanowo an die R402 Tjumen – Omsk.
Die nächstgelegene Bahnstation befindet sich knapp 60 km nordwestlich in Tobolsk an der Strecke Tjumen – Surgut – Nowy Urengoi.